# Cèsar
|  | Per a altres significats, vegeu «Cèsar (desambiguació)». |

Cèsar (en llatí Caesar) va ser el nom de família de la gens Júlia, una de les més antigues gens patrícies de l'antiga Roma, que remuntava els seus orígens a Iulus, el fill d'Eneas.
No és segur quin membre d'aquesta gens va prendre per primera vegada el nom de Cèsar, però se suposa que va ser Sext Juli Cèsar, pretor l'any 208 aC, membre de la família però sense una relació coneguda amb altres membres. L'origen del nom és igualment incert. Espartià, en la seva biografia de Luci Aureli Ver menciona quatre opinions diferents sobre el seu origen: La paraula significava "elefant" en la llengua dels àrabs, i el va adoptar com a cognom un dels Julis per haver-ne matat un. Una altra opinió deia que va ser aplicat a un dels Julis perquè havien tallat (caesus) el ventre de la seva mare per treure-l de l'úter quan aquesta havia mort. O també perquè havia nascut amb una gran quantitat de cabell (caesaries) al cap. I per fí, explica Espartià, que va néixer un Juli que tenia ulls de color verdós (caesius) d'un color gairebé sobrenatural. D'aquestes opinions, Sext Pompeu Fest considera que la tercera, la que fa referència a cabellut, sembla apropar-se a la veritat, ja que potser la paraula Cèsar està connectada amb el sànscrit kêsa, "cabell".
L'any 44 aC quan Juli Cèsar va ser assassinat el seu nebot Octavi que havia estat adoptat va prendre el nom de Caius Julius Cesar i el fet d'usar el nom de Cèsar li va aportar algunes legions que volien combatre com a "homes de Cèsar". Quan va canviar el seu nom a August (27 aC) va seguir essent anomenat Cèsar. Tots aquells que van ser adoptats per Cèsar August com a successors van rebre també el nom de Cèsar (Gai i Luci Agripa i els seus nets Pòstum Agripa, i Tiberi) i també el van rebre alguns familiars (Tiberi fill de Drus, Germànic i Gai Cal·lígula). El 41 Claudi va acceptar el nom de Cèsar quan va ser proclamat emperador tot i que no pertanyia a la família de Juli Cèsar. Així "cèsar" deixava de ser un nom per esdevenir un títol que usaven els emperadors (que també es podien anomenat "august") i els seus hereus. Neró, Galba (68-69), Otó (69), i Vespasià (69-79) van portar el títol però Vitel·li (69) va preferir el de consul perpetuus, un títol més republicà. Vespasià, Titus i Domicià (69-96) van establir el títol pels hereus, cosa que ja no va canviar a la resta de l'Imperi.
Des de la fi del segle iii i al segle iv va ser usat per l'hereu, generalment associat al poder.

## Genealogia dels Cèsar
- Luci Juli Cèsar
  - Luci Juli Cèsar, pretor 183 aC
    - Luci Juli Cèsar, pretor 166 aC

  - Sext Juli Cèsar, tribú militar 181 aC
    - Sext Juli Cèsar, cònsol 157 aC
      - Sext Juli Cèsar, pretor 123 aC
      - Luci Juli Cèsar, casat amb Popíl·lia.
        - Luci Juli Cèsar, cònsol 90 aC, casat amb Fúlvia
          - Luci Juli Cèsar, cònsol 64 aC
            - Luci Juli Cèsar Fill, mort 46 aC

          - Júlia, casada amb Marc Antoni Crètic i amb Publi Lèntul Sura

        - Gai Juli Cèsar Estrabó Vopisc, edil curul 90 aC

- Gai Juli Cèsar, avi de Juli Cèsar, casat amb Màrcia
  - Gai Juli Cèsar, casat amb Aurèlia
    - Gai Juli Cèsar el dictador, casat 4 vegades amb: Cossútia, Cornèlia, Pompeia i Calpúrnia
      - Júlia casada amb Gneu Pompeu
      - Cesarió, fill de Cleòpatra

    - Júlia Major, casada amb Luci Pinari i Quint Pedi
    - Júlia Menor, casada amb Marc Ati Balb

  - Júlia, esposa de Gai Mari
  - Sext Juli Cèsar, cònsol 91 aC
    - Sext Juli Cèsar, flammen quirinalis (sacerdot)
      - Gai Sext Juli Cèsar, governador de Síria